# Démons dans le christianisme
Pour les articles homonymes, voir Démon.

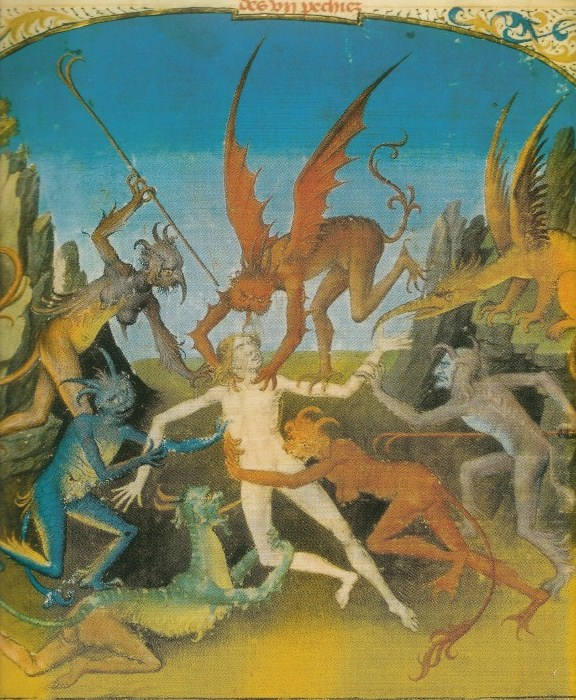
Homme attaqué par des démons

Dans le christianisme, le terme de démon a acquis le sens d'ange déchu, d'esprit du mal ou de diable.
Le christianisme primitif et médiéval présente les démons comme invisibles, mais plusieurs personnes sont censées en avoir vu (saint Venant, Guibert de Nogent, Raoul Glaber) ou combattu (Jean-Marie Vianney, curé d'Ars).
Les démons sont parfois décrits comme pouvant influencer les hommes, voire les posséder, mais aussi en être chassés au moyen de l'exorcisme. Selon les évangiles, Jésus a expulsé de nombreux démons.
Le plus célèbre d'entre eux et le plus haut dans la hiérarchie est souvent désigné sous le terme du diable ou de Satan.

## Littérature
Plusieurs occultistes, théologiens ou philosophes ont tenté de classifier les démons en plusieurs catégories. En conséquence, il s'est développé autour de ce thème, un sujet d'étude appelé démonologie.

## Esprits décrits comme des démons dans le christianisme
- Haut – A
- B
- C
- D
- E
- F
- G
- H
- I
- J
- K
- L
- M
- N
- O
- P
- Q
- R
- S
- T
- U
- V
- W
- X
- Y
- Z

### A
- Abaddon (de l'hébreu אבדון, signifiant « destruction ») - décrit comme démon dans l'Apocalypse[2].
- Abrahel - succube décrite par Nicolas Rémy dans son ouvrage Démonolâtrie (1581)
- Abrasax - décrit comme un démon dans le Dictionnaire infernal de Collin de Plancy[3]
- Adramelech - ancien dieu solaire de la ville assyrienne de Sepharvaim[4] décrit comme démon dans le Dictionnaire infernal de Collin de Plancy[5].
- Agaliarept - décrit comme un démon dans Le Grand Grimoire[6]
- Aguarès - décrit comme démon dans le Pseudomonarchia daemonum de Johann Weyer[7].
- Aim ou Haborym - décrit comme démon dans le Pseudomonarchia daemonum de Johann Weyer[7] .
- Alastor - décrit comme démon dans le Dictionnaire infernal de Collin de Plancy[5].
- Alocer - décrit comme démon dans le Pseudomonarchia daemonum de Johann Weyer[7].
- Amdusias - décrit comme démon dans le Pseudomonarchia daemonum de Johann Weyer[7].
- Amon - ancien dieu égyptien (Amon) décrit comme démon dans le Pseudomonarchia Daemonum de Johann Weyer[7].
- Andras - décrit comme démon dans le Pseudomonarchia daemonum de Johann Weyer[7].
- Andrealphus - décrit comme démon dans le Pseudomonarchia daemonum de Johann Weyer[7].
- Andromalius - décrit comme démon dans le Clavicula Salomonis[8]
- Apollyon (du grec, signifiant 'le destructeur')[9] - voir Abaddon
- Asmodée - décrit dans le Livre de Tobie[10]
- Astaroth - déesse phénicienne Astarté décrite comme démon dans le Pseudomonarchia daemonum de Johann Weyer[7].
- Azazel - décrit comme démon dans le Lévitique[11]

### B

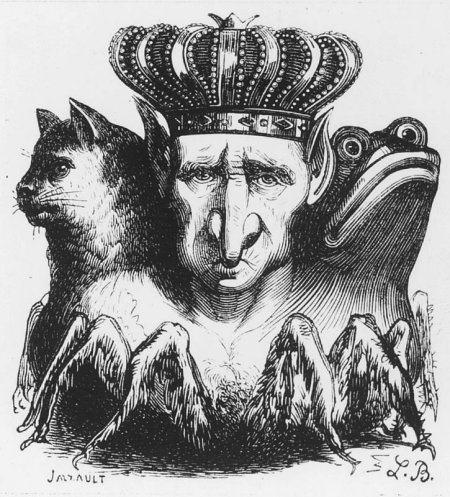
Gravure de Louis Le Breton pour l'édition de 1863 du Dictionnaire infernal.

- Bael ou Baal - titre se référant à plusieurs dieux phéniciens anciens décrit comme démon dans l'Ancien Testament[réf. nécessaire]
- Balaam ou Balam - magicien figurant dans l'Ancien Testament et décrit comme démon dans le Clavicula Salomonis[8]
- Baphomet - déformation du nom de Mahomet lors des croisades du fait de leur conflit [12] et désignant une idole prétendument adorée par les Templiers [13].
- Bélial - décrit comme démon dans la Bible[14].
- Belphégor ou Baal-Peor - divinité sémitique honorée sur le mont Pe’or décrit comme démon dans le Dictionnaire infernal de Collin de Plancy[5].
- Belzébuth ou Baal-zébub - divinité philistine honorée dans la ville d'Éqron décrite comme démon dans le Nouveau Testament[15]
- Berith - déesse phénicienne décrite comme démon dans le Pseudomonarchia daemonum[7].
- Botis - décrit comme démon dans le Pseudomonarchia daemonum[7].
- Buer - décrit comme démon apparaissant quand le soleil croise la constellation du Sagittaire dans le Pseudomonarchia daemonum[7].
- Byleth - décrit comme démon dans le Pseudomonarchia daemonum[7].

### C

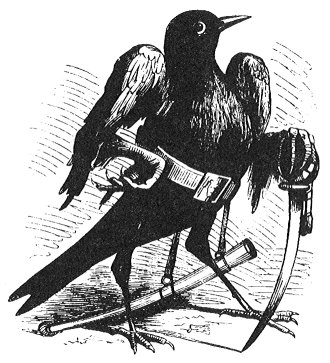
Caym dépeint dans le Dictionnaire Infernal de Collin de Plancy.

- cambion - décrit comme un type de démon dans le Malleus Maleficarum[16].
- Caym - ancien esprit de la mythologie celte décrit comme un démon dans le Pseudomonarchia daemonum[7].

### E
- Eligos - décrit comme un démon dans le Pseudomonarchia Daemonum[7]
- Eurynome - divinité grecque archaïque décrite comme un démon dans le Dictionnaire infernal de Collin de Plancy[5]

### F
- Flauros - décrit comme un démon dans le Pseudomonarchia daemonum[7].
- Furfur - décrit comme un démon dans le Pseudomonarchia daemonum[7].

### G
- Gusoyn - décrit comme un grand-duc des enfers dans le Pseudomonarchia daemonum[7].

### I

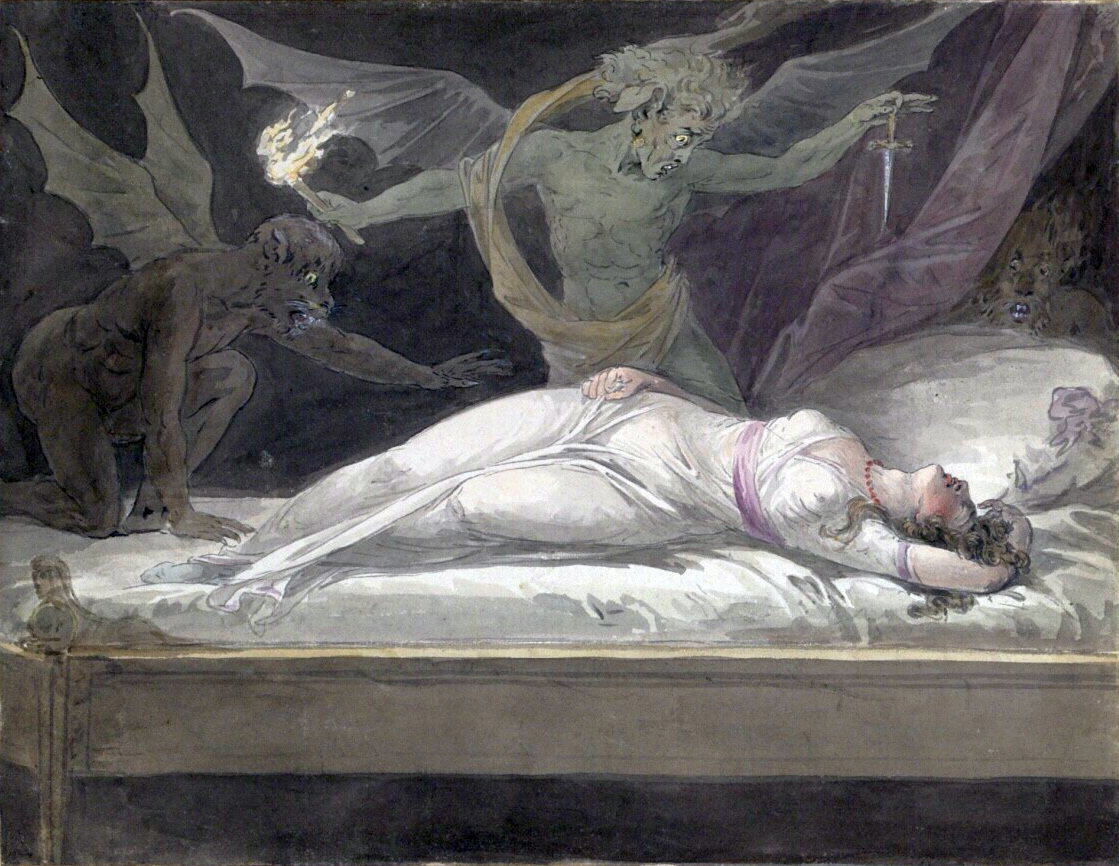
Incubus par Charles Walker (1870).

- Incube - décrit comme un type de démon vers la fin du XIVe siècle[17]
- Ipos - décrit comme un démon dans le Pseudomonarchia Daemonum[7]

### L
- Lilith - divinité mésopotamienne (Lilītu ou Ardat-lilī) décrite comme un démon dans la Bible[18]
- Lucifer souvent décrit comme un ange déchu identifié à Satan
- Lucifuge Rofocale - décrit comme un démon dans Le Grand Grimoire[19].

### M
- Machin - décrit comme démon dans le Livre des esperitz[20]
- Malphas - décrit comme un démon dans le Pseudomonarchia daemonum[7].
- Mammon - personnification hébraïque de la richesse décrite comme un démon par sainte Françoise Romaine[21]
- Marbas - décrit comme un démon dans le Pseudomonarchia daemonum[7].
- Moloch - rituel sacrificiel ammonite  décrit comme un démon dans la Bible[22]

### N
- Naberius - créature de la mythologie grecque (Cerbère) décrite comme un démon dans le Pseudomonarchia daemonum[7].
- Nergal - dieu mésopotamien des enfers décrit comme un démon dans le Pseudomonarchia daemonum[7].

### P

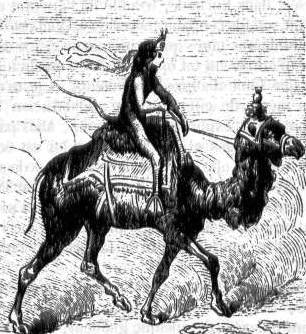
Description physique de Paimon.

- Paimon - démon décrit dans le Pseudomonarchia Daemonum[7].
- Phoenix ou Phenex - créature de la mythologie grecque et égyptienne décrite comme un démon dans le Pseudomonarchia Daemonum[7].

### R
- Raum - décrit comme un démon dans le Pseudomonarchia Daemonum[7].

### S
- Samigina - décrit comme un démon dans le Pseudomonarchia Daemonum[7]
- Samyaza - décrit comme un ange déchu dans le Livre d'Énoch [23]
- Satan - divinité chaldéenne décrite comme un démon dans la Bible[24]
- Satanachia - décrit comme un démon dans Le Grand Grimoire[19].
- Stolas - décrit comme un démon dans le Pseudomonarchia Daemonum[7]
- succube - décrit comme un type de démon à partir du XVIe siècle [25].

### T

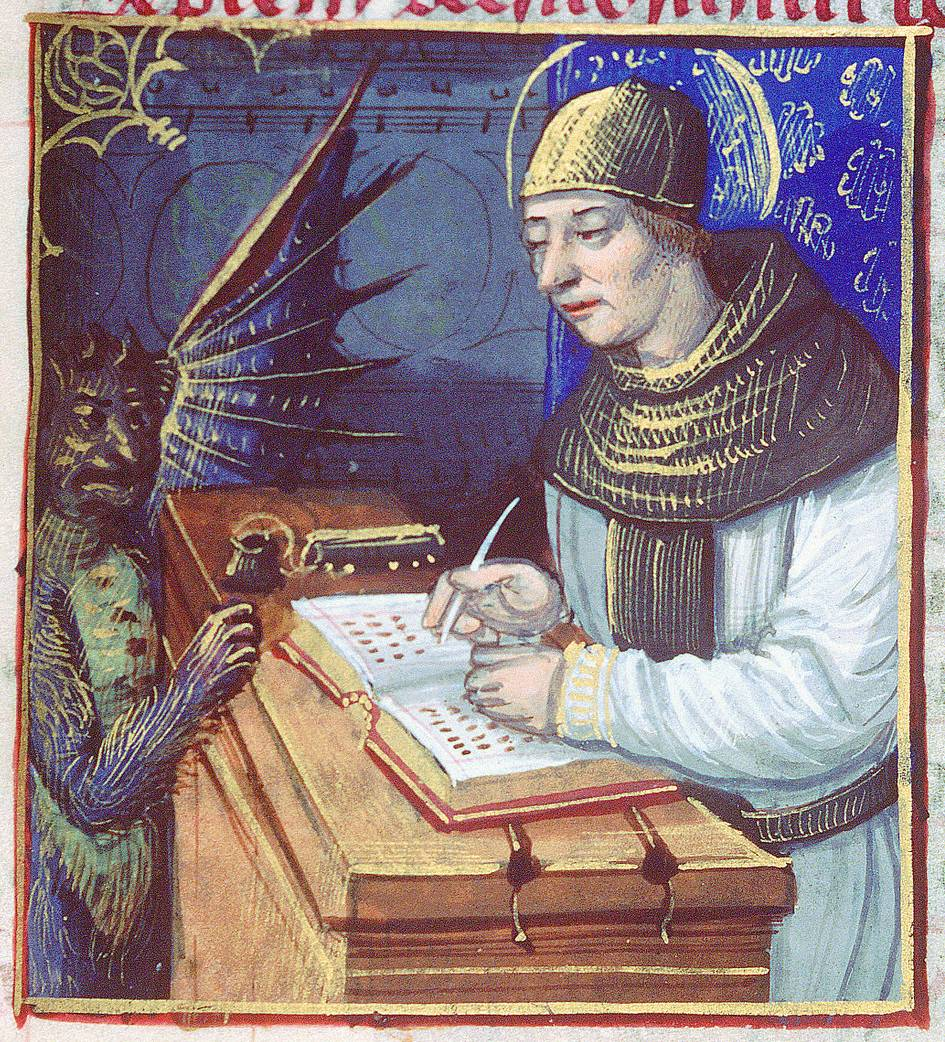
Titivilus - représentation du XIVe siècle.

- Titivillus - décrit comme un démon dans le Tractatus de Penitentia de Jean de Galles[26]

### V
- Valefor - décrit comme un démon dans le Pseudomonarchia Daemonum[7].
- Vassago - décrit comme un démon dans le Pseudomonarchia Daemonum[7].

### X
- Xaphan, un ange déchu qui a participé à la rébellion avec Lucifer contre Dieu, et est un démon du second rang[27][source insuffisante]

### Z
- Zagan - décrit comme un démon dans le Pseudomonarchia Daemonum[7].